# Beth Goulart
Pour les articles homonymes, voir Goulart.
Elisabeth Xavier Miessa, née le 25 janvier 1961 à Rio de Janeiro, est une actrice brésilienne.

## Biographie
Elle fait sa première apparition à la télévision dans la pièce de théâtre Alô, Alguém aí?, de William Saroyan, diffusée par TV Cultura en 1975. Elle a fait ses débuts en tant qu'actrice dans la telenovela Papai Coração, en 1976, sur la chaîne TV Tupi.
L'actrice est kardeciste depuis toute petite, la religion transmise par les parents.

## Filmographie

### À la télévision
- 1976 - Papai Coração : Irmã Carolina
- 1977 - Éramos Seis : Lili
- 1978 - O Direito de Nascer : Isabel Cristina
- 1978 - Roda de Fogo : Paula
- 1979 - Como Salvar Meu Casamento : Sílvia
- 1980 - Marina : Fernanda
- 1981 - Danse avec moi : Débora Frey Gama
- 1982 - Sétimo Sentido : Helenice Rivoredo
- 1983 - Louco Amor : Carla
- 1984 - Marquesa de Santos : Benedita
- 1986 - Selva de Pedra : Cíntia Vilhena
- 1987 - O Outro : Marília Della Santa
- 1988 - Olho por Olho : Paula
- 1988 - O Primo Basílio : Leopoldina Quebrais de Noronha
- 1990 - Riacho Doce : Helena
- 1992 - Perigosas Peruas : Diana
- 1993 - O Mapa da Mina : Tânia Moraes
- 1994 - Você Decide, A volta
- 1995 - A Idade da Loba : Otília
- 1996 - O Campeão : Maria Isabel Caldeira
- 1997 - Malhação : Lígia
- 2000 - Você Decide, A Bolsa ou a Vida
- 2001 - Le Clone : Lidiane Valverde
- 2002 - O Beijo do Vampiro : Marie
- 2004 - A Diarista, Valha-me Deus : Regina
- 2005 - A Lua Me Disse : Elvira Sá Marques
- 2006 - A Diarista, Bolo da Discórdia : Dona Carminha
- 2007 - Paraíso Tropical : Neli Veloso Schneider
- 2008 - Casos e Acasos, O Flagra, a Demissão e a Adoção : Sandra
- 2008 - Desejo Proibido : Maria de Lourdes
- 2008 - Três Irmãs : Leonora Malatesta
- 2011 - Vidas em Jogo : Regina Camargo Leal